# Orquestra Philharmonia
L'Orquestra Philharmonia, en anglès Philharmonia Orchestra o només Philharmonia, és una orquestra simfònica de Londres que des de 1995 té la seu en el Royal Festival Hall. A la Gran Bretanya també és orquestra resident al De Montfort Hall de Leicester i al Corn Exchange de Bedford (Anglaterra).

## Una orquestra d'estudi
L'orquestra va ser fundada el 1945 per Walter Legge, un executiu d'EMI, i estava concebuda com una orquestra d'estudi; es dedicava principalment a ser l'orquestra encarregada dels enregistraments, amb poques actuacions en viu. Thomas Beecham va fer el concert inicial el 1946, però va ser apartat del càrrec de director quan va intentar prendre el control de l'orquestra i canviar-ne el nom. Beecham va marxar i fundà la Royal Philarmonic Orchestra.
En els primers anys, va ser dirigida per destacats directors com Arturo Toscanini i Wilhelm Furtwängler, i treballà amb grans instrumentistes i cantants del moment. Va ser Herbert von Karajan, que després de la Segona Guerra Mundial va tenir problemes per dirigir a Alemanya i a Àustria i va estar molt associat amb la Philharmonia en els seus primers anys, qui va transformar l'orquestra en un dels millors conjunts del món. Amb ella va fer nombrosos enregistraments, entre els quals destaquen les nou simfonies de Beethoven.
El 1954 Karajan la va deixar per anar a dirigir l'Orquestra Filharmònica de Berlín i Legge va recórrer a Otto Klemperer, la carrera del qual estava en hores baixes. Aquesta va resultar una decisió encertada, i el nom de Klemperer va quedar definitivament vinculat al de l'orquestra; el 1959 va ser nomenat director vitalici.

## New Philharmonia Orchestra
El dimarts 10 de març de 1964, Legge va anunciar que volia dissoldre l'orquestra. Durant una sessió d'enregistrament amb Otto Klemperer, tots els presents van dir que no ho permetrien. Klemperer va donar el seu suport immediat, i el 17 de març l'orquestra va elegir el seu propi organigrama i va adoptar un nou nom: Nova Orquestra Philharmonia (en anglès, New Philharmonia Orchestra). El concert inaugural de la nova orquestra va tenir lloc el 27 d'octubre de 1964. Va ser una interpretació de la Simfonia número 9 de Beethoven, dirigida per Klemperer, que era ara president honorari.
Amb aquest canvi l'orquestra va passar a fer moltes més actuacions en viu. Com a New Philharmonia Orchestra, va readquirir els drets del nom Philharmonia Orchestra i des del 1977, ha estat coneguda un altre cop amb aquest nom.
Klemperer es va retirar de la direcció el 1971, però encara va ser oficialment el director principal fins a la seva mort el 1973. En aquells dos anys, Lorin Maazel va ser-ne director Principal Associat (1971-73), i posteriorment va passar a Director Principal. Riccardo Muti va ser el director principal entre 1973 i 1982; va ser succeït per Giuseppe Sinopoli (1984-94). Del 1997 al 2008, Christoph von Dohnányi va encarregar-se de la direcció, i seguí com a director honorífic quan Esa-Pekka Salonen n'esdevingué director principal. Es preveu que Salonen deixi el càrrec el 2020 per dirigir la San Francisco Symphony
La Philharmonia és l'orquestra que compta amb més gravacions discogràfiques, amb més de mil enregistraments. També ha enregistrat bandes sonores com la de la pel·lícula Enric V amb Laurence Olivier (1944), o Oliver Twist de David Lean (1948).

## Directors titulars
- Esa-Pekka Salonen (2008-previst 2020)
- Christoph von Dohnányi (1997-2007)
- Giuseppe Sinopoli (1984-1994)
- Riccardo Muti (1973-1982)
- Otto Klemperer (1959-1973)